# 1069
Il 1069 (MLXIX in numeri romani) è un anno  dell'XI secolo.

## Eventi
- Re Guglielmo d'Inghilterra (Guglielmo il Conquistatore) reagisce alla ribellione della popolazione nei suoi confronti. Cavalca attraverso il nord dell'Inghilterra con il suo esercito e brucia case, coltivazioni, bestiame e terre, da York a Durham. Ciò risulterà nella morte di oltre 100.000 persone, principalmente a causa della fame e dell'inverno freddo.
- Guglielmo il Conquistatore fonda l'Abbazia di Selby
- Muhammad Al Mu'tamid succede al padre sul trono di Siviglia.
- La Regina Margherita di Scozia tiene una conferenza alla Malcome Tower di Dunfermline e tenta di costringere la Chiesa Cristiana Culdea ad osservare i riti romani della Pasqua, del matrimonio, della domenica e dell'Eucaristia.
- Wang Anshi implementa delle riforme finanziarie, tra cui l'aumento dei salari dei funzionari per ridurre la corruzione

## Morti
- 28 gennaio - Robert de Comines, nobile anglosassone
- 28 marzo - Abbad II al-Mu'tadid, sovrano arabo (n. 1016)
- 28 aprile - Magnus II di Norvegia, re norvegese
- 11 settembre - Ealdred di York, abate e arcivescovo inglese
- 30 dicembre - Goffredo il Barbuto, nobile
- Dedi II di Lusazia, nobile tedesco
- Edmondo del Wessex, nobile inglese
- Giovanni II di Amalfi, duca italiano
- Oria di San Millán, religiosa spagnola (n. 1042)
- Gytha Thorkelsdóttir, nobile danese
- Tilopa, indiano (n. 988)

## Calendario
| Calendario 1069 | Calendario 1069 | Calendario 1069 | Calendario 1069 | Calendario 1069 | Calendario 1069 | Calendario 1069 | Calendario 1069 | Calendario 1069 | Calendario 1069 | Calendario 1069 | Calendario 1069 | Calendario 1069 | Calendario 1069 | Calendario 1069 | Calendario 1069 | Calendario 1069 | Calendario 1069 | Calendario 1069 | Calendario 1069 | Calendario 1069 | Calendario 1069 | Calendario 1069 | Calendario 1069 | Calendario 1069 | Calendario 1069 | Calendario 1069 | Calendario 1069 | Calendario 1069 | Calendario 1069 | Calendario 1069 | Calendario 1069 | Calendario 1069 |
| --------------- | --------------- | --------------- | --------------- | --------------- | --------------- | --------------- | --------------- | --------------- | --------------- | --------------- | --------------- | --------------- | --------------- | --------------- | --------------- | --------------- | --------------- | --------------- | --------------- | --------------- | --------------- | --------------- | --------------- | --------------- | --------------- | --------------- | --------------- | --------------- | --------------- | --------------- | --------------- | --------------- |
|                 | 1               | 2               | 3               | 4               | 5               | 6               | 7               | 8               | 9               | 10              | 11              | 12              | 13              | 14              | 15              | 16              | 17              | 18              | 19              | 20              | 21              | 22              | 23              | 24              | 25              | 26              | 27              | 28              | 29              | 30              | 31              |                 |
| Gennaio         | Gi              | Ve              | Sa              | Do              | Lu              | Ma              | Me              | Gi              | Ve              | Sa              | Do              | Lu              | Ma              | Me              | Gi              | Ve              | Sa              | Do              | Lu              | Ma              | Me              | Gi              | Ve              | Sa              | Do              | Lu              | Ma              | Me              | Gi              | Ve              | Sa              |                 |
| Febbraio        | Do              | Lu              | Ma              | Me              | Gi              | Ve              | Sa              | Do              | Lu              | Ma              | Me              | Gi              | Ve              | Sa              | Do              | Lu              | Ma              | Me              | Gi              | Ve              | Sa              | Do              | Lu              | Ma              | Me              | Gi              | Ve              | Sa              |                 |                 |                 |                 |
| Marzo           | Do              | Lu              | Ma              | Me              | Gi              | Ve              | Sa              | Do              | Lu              | Ma              | Me              | Gi              | Ve              | Sa              | Do              | Lu              | Ma              | Me              | Gi              | Ve              | Sa              | Do              | Lu              | Ma              | Me              | Gi              | Ve              | Sa              | Do              | Lu              | Ma              |                 |
| Aprile          | Me              | Gi              | Ve              | Sa              | Do              | Lu              | Ma              | Me              | Gi              | Ve              | Sa              | Do              | Lu              | Ma              | Me              | Gi              | Ve              | Sa              | Do              | Lu              | Ma              | Me              | Gi              | Ve              | Sa              | Do              | Lu              | Ma              | Me              | Gi              |                 |                 |
| Maggio          | Ve              | Sa              | Do              | Lu              | Ma              | Me              | Gi              | Ve              | Sa              | Do              | Lu              | Ma              | Me              | Gi              | Ve              | Sa              | Do              | Lu              | Ma              | Me              | Gi              | Ve              | Sa              | Do              | Lu              | Ma              | Me              | Gi              | Ve              | Sa              | Do              |                 |
| Giugno          | Lu              | Ma              | Me              | Gi              | Ve              | Sa              | Do              | Lu              | Ma              | Me              | Gi              | Ve              | Sa              | Do              | Lu              | Ma              | Me              | Gi              | Ve              | Sa              | Do              | Lu              | Ma              | Me              | Gi              | Ve              | Sa              | Do              | Lu              | Ma              |                 |                 |
| Luglio          | Me              | Gi              | Ve              | Sa              | Do              | Lu              | Ma              | Me              | Gi              | Ve              | Sa              | Do              | Lu              | Ma              | Me              | Gi              | Ve              | Sa              | Do              | Lu              | Ma              | Me              | Gi              | Ve              | Sa              | Do              | Lu              | Ma              | Me              | Gi              | Ve              |                 |
| Agosto          | Sa              | Do              | Lu              | Ma              | Me              | Gi              | Ve              | Sa              | Do              | Lu              | Ma              | Me              | Gi              | Ve              | Sa              | Do              | Lu              | Ma              | Me              | Gi              | Ve              | Sa              | Do              | Lu              | Ma              | Me              | Gi              | Ve              | Sa              | Do              | Lu              |                 |
| Settembre       | Ma              | Me              | Gi              | Ve              | Sa              | Do              | Lu              | Ma              | Me              | Gi              | Ve              | Sa              | Do              | Lu              | Ma              | Me              | Gi              | Ve              | Sa              | Do              | Lu              | Ma              | Me              | Gi              | Ve              | Sa              | Do              | Lu              | Ma              | Me              |                 |                 |
| Ottobre         | Gi              | Ve              | Sa              | Do              | Lu              | Ma              | Me              | Gi              | Ve              | Sa              | Do              | Lu              | Ma              | Me              | Gi              | Ve              | Sa              | Do              | Lu              | Ma              | Me              | Gi              | Ve              | Sa              | Do              | Lu              | Ma              | Me              | Gi              | Ve              | Sa              |                 |
| Novembre        | Do              | Lu              | Ma              | Me              | Gi              | Ve              | Sa              | Do              | Lu              | Ma              | Me              | Gi              | Ve              | Sa              | Do              | Lu              | Ma              | Me              | Gi              | Ve              | Sa              | Do              | Lu              | Ma              | Me              | Gi              | Ve              | Sa              | Do              | Lu              |                 |                 |
| Dicembre        | Ma              | Me              | Gi              | Ve              | Sa              | Do              | Lu              | Ma              | Me              | Gi              | Ve              | Sa              | Do              | Lu              | Ma              | Me              | Gi              | Ve              | Sa              | Do              | Lu              | Ma              | Me              | Gi              | Ve              | Sa              | Do              | Lu              | Ma              | Me              | Gi              |                 |